# Deux Morts dans un cercueil
Deux Morts dans un cercueil — The Greek Coffin Mystery dans l'édition originale en anglais — est un roman policier américain de Ellery Queen publié en 1932. C'est le 4e roman de la série du détective Ellery Queen (personnage).  

## Résumé
Un vieux et célèbre collectionneur d'art d'origine grecque meurt et les autorités découvrent que son testament et une précieuse toile ont disparu. L'inspecteur Richard Queen du département des affaires criminelles de New York est dépêché sur les lieux, accompagné pour la circonstance par son fils, le détective amateur Ellery Queen (personnage). Après une courte enquête, il apparaît à ce dernier que le testament ne peut se trouver que dans le cercueil du défunt. On exhume donc et on ouvre le cercueil qui ne contient pas le testament espéré, mais un deuxième cadavre. La stupéfaction est totale, mais Ellery Queen est surtout embarrassé d'avoir avancé une déduction erronée. Son orgueil en a pris un coup et il est bien décidé à garder secrètes les conclusions de ses nouvelles investigations jusqu'à ce qu'il mette la main au collet à cet habile assassin, s'il y parvient...

## Particularités du roman
Dans l'édition originale, chaque chapitre est coiffé d'un seul mot qui devient un acrostiche du titre du roman et de son auteur. 
Dans l'édition originale, le récit s'ouvre sur une introduction signée par un certain J. J. Mc C., un ami des Queen, père et fils.
Le roman contient l'habituel défi au lecteur lancé juste avant l'explication finale du héros. Le lecteur est alors sommé de livrer le résultat de ses propres déductions pour ensuite les mesurer à la solution de Ellery Queen.

## Éditions
Éditions originales en anglais
- (en) Ellery Queen, The Greek Coffin Mystery, New York, Stokes, 1933 — Édition américaine
- (en) Ellery Queen, The Greek Coffin Mystery, Londres, Gollancz, 1934 — Édition britannique

Éditions françaises
- (fr) Ellery Queen (auteur) et Germaine Bosq (traducteur), Deux Morts dans un cercueil [« The Greek Coffin Mystery »], Paris, Éditions Gallimard, coll. « Détective  no 25 », 1936, 253 p. (BNF 31161787)
- (fr) Ellery Queen (auteur) et Lola Reinova (traducteur), Deux Morts dans un cercueil [« The Greek Coffin Mystery »], Paris, Éditions Denoël, coll. « Oscar  no 24 », 1954, 255 p. (BNF 32549967)
- (fr) Ellery Queen (auteur) et Lola Reinova (traducteur), Deux morts dans un cercueil [« The Greek Coffin Mystery »], Paris, J'ai lu, coll. « J'ai lu no 2449 », 1988, 252 p. (ISBN 2-277-22449-9, BNF 34957631)
- (fr) Ellery Queen (auteur) et Lola Reinova (traducteur), Deux Morts dans un cercueil [« The Greek Coffin Mystery »], « in » Quinze enquêtes, Paris, Éditions Omnibus, 1993, 1155 p. (ISBN 2-258-03738-7, BNF 35596587) Ce volume omnibus, préfacé par François Rivière, propose une traduction revue et complétée de Deux Morts dans un cercueil. Il réunit en outre les romans suivants : Deux Morts dans un cercueil, Le Mystère des trois croix, Les Aventures d'Ellery Queen, Le Quatre de cœur, Griffes de velours, Lettres sans réponse, Sherlock Holmes contre Jack l'Éventreur, Face à face